# Olympische Sommerspiele 2024/Leichtathletik
Bei den Olympischen Spielen 2024 in Paris wurden vom 1. bis zum 11. August 2024 insgesamt 48 Entscheidungen in der Leichtathletik ausgetragen. Austragungsort war das Stade de France. Die Geh- und Marathonwettbewerbe fanden in der Innenstadt statt. Der Start der Marathonläufe erfolgte am Place de l’Hôtel de Ville – Esplanade de la Libération und endete auf der Esplanade des Invalides. Der Start und das Ziel der Wettkämpfe im Gehen befanden sich an der Pont d’Iéna.

## Bilanz

### Medaillenspiegel
| Platz  | Land                    | Gold | Silber | Bronze | Gesamt |
| ------ | ----------------------- | ---- | ------ | ------ | ------ |
| 1      | Vereinigte Staaten      | 14   | 11     | 9      | 34     |
| 2      | Kenia                   | 4    | 2      | 5      | 11     |
| 3      | Kanada                  | 3    | 1      | 1      | 5      |
| 4      | Niederlande             | 2    | 1      | 3      | 6      |
| 5      | Spanien                 | 2    | 1      | 1      | 4      |
| 6      | Norwegen                | 2    | 1      | –      | 3      |
| 7      | Großbritannien          | 1    | 4      | 5      | 10     |
| 8      | Jamaika                 | 1    | 3      | 2      | 6      |
| 9      | Äthiopien               | 1    | 3      | –      | 4      |
| 10     | Australien              | 1    | 2      | 4      | 7      |
| 11     | Deutschland             | 1    | 2      | 1      | 4      |
| 12     | China                   | 1    | 1      | 2      | 4      |
| 13     | Belgien                 | 1    | 1      | 1      | 3      |
| 14     | Bahrain                 | 1    | 1      | –      | 2      |
| 14     | Botswana                | 1    | 1      | –      | 2      |
| 14     | Ecuador                 | 1    | 1      | –      | 2      |
| 14     | Neuseeland              | 1    | 1      | –      | 2      |
| 14     | St. Lucia               | 1    | 1      | –      | 2      |
| 14     | Uganda                  | 1    | 1      | –      | 2      |
| 20     | Ukraine                 | 1    | –      | 2      | 3      |
| 21     | Griechenland            | 1    | –      | 1      | 2      |
| 22     | Dominica                | 1    | –      | –      | 1      |
| 22     | Dominikanische Republik | 1    | –      | –      | 1      |
| 22     | Japan                   | 1    | –      | –      | 1      |
| 22     | Marokko                 | 1    | –      | –      | 1      |
| 22     | Pakistan                | 1    | –      | –      | 1      |
| 22     | Schweden                | 1    | –      | –      | 1      |
| 28     | Südafrika               | –    | 2      | –      | 2      |
| 29     | Italien                 | –    | 1      | 2      | 3      |
| 30     | Brasilien               | –    | 1      | 1      | 2      |
| 31     | Frankreich              | –    | 1      | –      | 1      |
| 31     | Indien                  | –    | 1      | –      | 1      |
| 31     | Litauen                 | –    | 1      | –      | 1      |
| 31     | Portugal                | –    | 1      | –      | 1      |
| 31     | Ungarn                  | –    | 1      | –      | 1      |
| 36     | Grenada                 | –    | –      | 2      | 2      |
| 37     | Algerien                | –    | –      | 1      | 1      |
| 37     | Katar                   | –    | –      | 1      | 1      |
| 37     | Kroatien                | –    | –      | 1      | 1      |
| 37     | Polen                   | –    | –      | 1      | 1      |
| 37     | Puerto Rico             | –    | –      | 1      | 1      |
| 37     | Sambia                  | –    | –      | 1      | 1      |
| 37     | Tschechien              | –    | –      | 1      | 1      |
| Gesamt | Gesamt                  | 48   | 48     | 49     | 145    |

### Medaillengewinner
Männer
| Disziplin         | Gold                                                                                                   | Silber                                                                 | Bronze |
| ----------------- | --- | ---------------------------------------------------------------------- | --- |
| 100 m             | Noah Lyles (USA)                                                                                       | Kishane Thompson (JAM)                                                 | Fred Kerley (USA) |
| 200 m             | Letsile Tebogo (BOT)                                                                                   | Kenneth Bednarek (USA)                                                 | Noah Lyles (USA) |
| 400 m             | Quincy Hall (USA)                                                                                      | Matthew Hudson-Smith (GBR)                                             | Muzala Samukonga (ZAM) |
| 800 m             | Emmanuel Wanyonyi (KEN)                                                                                | Marco Arop (CAN)                                                       | Djamel Sedjati (ALG) |
| 1500 m            | Cole Hocker (USA)                                                                                      | Josh Kerr (GBR)                                                        | Yared Nuguse (USA) |
| 5000 m            | Jakob Ingebrigtsen (NOR)                                                                               | Ronald Kwemoi (KEN)                                                    | Grant Fisher (USA) |
| 10.000 m          | Joshua Cheptegei (UGA)                                                                                 | Berihu Aregawi (ETH)                                                   | Grant Fisher (USA) |
| Marathon          | Tamirat Tola (ETH)                                                                                     | Bashir Abdi (BEL)                                                      | Benson Kipruto (KEN) |
| 110 m Hürden      | Grant Holloway (USA)                                                                                   | Daniel Roberts (USA)                                                   | Rasheed Broadbell (JAM) |
| 400 m Hürden      | Rai Benjamin (USA)                                                                                     | Karsten Warholm (NOR)                                                  | Alison dos Santos (BRA) |
| 3000 m Hindernis  | Soufiane el-Bakkali (MAR)                                                                              | Kenneth Rooks (USA)                                                    | Abraham Kibiwot (KEN) |
| 4 × 100 m Staffel | KanadaAaron Brown Jerome Blake Brendon Rodney Andre De Grasse                                          | SüdafrikaBayanda Walaza Shaun Maswanganyi Bradley Nkoana Akani Simbine | GroßbritannienJeremiah Azu Louie Hinchliffe Nethaneel Mitchell-Blake Zharnel Hughes Richard Kilty (Vorlauf)                       |
| 4 × 400 m Staffel | Vereinigte StaatenVernon Norwood Bryce Deadmon Christopher Bailey Rai Benjamin Quincy Wilson (Vorlauf) | BotswanaLetsile Tebogo Collen Kebinatshipi Anthony Pesela Bayapo Ndori | GroßbritannienLewis Davey Alex Haydock-Wilson Matthew Hudson-Smith Charles Dobson Toby Harries (Vorlauf) Samuel Reardon (Vorlauf) |
| 20 km Gehen       | Brian Pintado (ECU)                                                                                    | Caio Bonfim (BRA)                                                      | Álvaro Martín (ESP) |
| Hochsprung        | Hamish Kerr (NZL)                                                                                      | Shelby McEwen (USA)                                                    | Mutaz Essa Barshim (QAT) |
| Stabhochsprung    | Armand Duplantis (SWE)                                                                                 | Sam Kendricks (USA)                                                    | Emmanouil Karalis (GRE) |
| Weitsprung        | Miltiadis Tendoglou (GRE)                                                                              | Wayne Pinnock (JAM)                                                    | Mattia Furlani (ITA) |
| Dreisprung        | Jordan Díaz (ESP)                                                                                      | Pedro Pichardo (POR)                                                   | Andy Díaz (ITA) |
| Kugelstoßen       | Ryan Crouser (USA)                                                                                     | Joe Kovacs (USA)                                                       | Rajindra Campbell (JAM) |
| Diskuswurf        | Rojé Stona (JAM)                                                                                       | Mykolas Alekna (LTU)                                                   | Matthew Denny (AUS) |
| Hammerwurf        | Ethan Katzberg (CAN)                                                                                   | Bence Halász (HUN)                                                     | Mychajlo Kochan (UKR) |
| Speerwurf         | Arshad Nadeem (PAK)                                                                                    | Neeraj Chopra (IND)                                                    | Anderson Peters (GRN) |
| Zehnkampf         | Markus Rooth (NOR)                                                                                     | Leo Neugebauer (GER)                                                   | Lindon Victor (GRN) |

Frauen
| Disziplin         | Gold | Silber | Bronze |
| ----------------- | --- | --- | --- |
| 100 m             | Julien Alfred (LCA) | Sha’Carri Richardson (USA) | Melissa Jefferson (USA) |
| 200 m             | Gabrielle Thomas (USA) | Julien Alfred (LCA) | Brittany Brown (USA) |
| 400 m             | Marileidy Paulino (DOM) | Salwa Eid Naser (BRN) | Natalia Kaczmarek (POL) |
| 800 m             | Keely Hodgkinson (GBR) | Tsige Duguma (ETH) | Mary Moraa (KEN) |
| 1500 m            | Faith Kipyegon (KEN) | Jessica Hull (AUS) | Georgia Bell (GBR) |
| 5000 m            | Beatrice Chebet (KEN) | Faith Kipyegon (KEN) | Sifan Hassan (NED) |
| 10.000 m          | Beatrice Chebet (KEN) | Nadia Battocletti (ITA) | Sifan Hassan (NED) |
| Marathon          | Sifan Hassan (NED) | Tigist Assefa (ETH) | Hellen Obiri (KEN) |
| 100 m Hürden      | Masai Russell (USA) | Cyréna Samba-Mayela (FRA) | Jasmine Camacho-Quinn (PUR) |
| 400 m Hürden      | Sydney McLaughlin-Levrone (USA) | Anna Cockrell (USA) | Femke Bol (NED) |
| 3000 m Hindernis  | Winfred Mutile Yavi (BRN) | Peruth Chemutai (UGA) | Faith Cherotich (KEN) |
| 4 × 100 m Staffel | Vereinigte StaatenMelissa Jefferson Twanisha Terry Gabrielle Thomas Sha’Carri Richardson                                                                          | GroßbritannienDina Asher-Smith Imani Lansiquot Amy Hunt Daryll Neita Bianca Williams (Vorlauf) Desirèe Henry (Vorlauf)         | DeutschlandAlexandra Burghardt Lisa Mayer Gina Lückenkemper Rebekka Haase Sophia Junk (Vorlauf)                                                                            |
| 4 × 400 m Staffel | Vereinigte StaatenGabrielle Thomas Alexis Holmes Sydney McLaughlin-Levrone Shamier Little Quanera Hayes (Vorlauf) Aaliyah Butler (Vorlauf) Kaylyn Brown (Vorlauf) | NiederlandeLisanne de Witte Lieke Klaver Cathelijn Peeters Femke Bol Myrte van der Schoot (Vorlauf) Eveline Saalberg (Vorlauf) | GroßbritannienVictoria Ohuruogu Nicole Yeargin Amber Anning Laviai Nielsen Lina Nielsen (Vorlauf) Yemi Mary John (Vorlauf) Hannah Kelly (Vorlauf) Jodie Williams (Vorlauf) |
| 20 km Gehen       | Yang Jiayu (CHN) | María Pérez García (ESP) | Jemima Montag (AUS) |
| Hochsprung        | Jaroslawa Mahutschich (UKR) | Nicola Olyslagers (AUS) | Iryna Heraschtschenko (UKR) Eleanor Patterson (AUS) |
| Stabhochsprung    | Nina Kennedy (AUS) | Katie Moon (USA) | Alysha Newman (CAN) |
| Weitsprung        | Tara Davis-Woodhall (USA) | Malaika Mihambo (GER) | Jasmine Moore (USA) |
| Dreisprung        | Thea LaFond (DMA) | Shanieka Ricketts (JAM) | Jasmine Moore (USA) |
| Kugelstoßen       | Yemisi Ogunleye (GER) | Maddison-Lee Wesche (NZL) | Song Jiayuan (CHN) |
| Diskuswurf        | Valarie Allman (USA) | Feng Bin (CHN) | Sandra Elkasević (CRO) |
| Hammerwurf        | Camryn Rogers (CAN) | Annette Echikunwoke (USA) | Zhao Jie (CHN) |
| Speerwurf         | Haruka Kitaguchi (JPN) | Jo-Ane van Dyk (ZAF) | Nikola Ogrodníková (CZE) |
| Siebenkampf       | Nafissatou Thiam (BEL) | Katarina Johnson-Thompson (GBR)                                                                                                | Noor Vidts (BEL) |

Mixed
| Disziplin         | Gold | Silber                                                                     | Bronze |
| ----------------- | --- | -------------------------------------------------------------------------- | --- |
| 4 × 400 m Staffel | NiederlandeEugene Omalla Lieke Klaver Isaya Klein Ikkink Femke Bol (Finale) Cathelijn Peeters (Vorlauf) | Vereinigte StaatenVernon Norwood Shamier Little Bryce Deadmon Kaylyn Brown | GroßbritannienSamuel Reardon Laviai Nielsen Alex Haydock-Wilson Amber Anning (Finale) Nicole Yeargin (Vorlauf) |
| Marathon Gehen    | SpanienÁlvaro Martín María Pérez García                                                                 | EcuadorBrian Pintado Glenda Morejón                                        | AustralienRhydian Cowley Jemima Montag                                                                         |

## Zeitplan
| Q | Qualifikation | VL | Vorläufe | HL | Hoffnungsläufe | HF | Halbfinale |  | Medaillenentscheidung |

| Männer                  | August | August | August | August | August | August | August | August | August | August | August | August | August | August | August | August | August | August | August | August | August | August | August  | August  | August  | August  |
| Männer                  | Do 1.  | Do 1.  | Fr. 2. | Fr. 2. | Fr. 2. | Sa. 3. | Sa. 3. | Sa. 3. | Sa. 3. | So. 4. | So. 4. | So. 4. | Mo. 5. | Mo. 5. | Di. 6. | Di. 6. | Mi. 7. | Mi. 7. | Do. 8. | Do. 8. | Fr. 9. | Fr. 9. | Sa. 10. | Sa. 10. | So. 11. | So. 11. |
| Männer                  | M      | A      | M      | M      | A      | M      | M      | A      | A      | M      | A      | A      | M      | A      | M      | A      | M      | A      | M      | A      | M      | A      | M       | A       | M       | A       |
| ----------------------- | ------ | ------ | ------ | ------ | ------ | ------ | ------ | ------ | ------ | ------ | ------ | ------ | ------ | ------ | ------ | ------ | ------ | ------ | ------ | ------ | ------ | ------ | ------- | ------- | ------- | ------- |
| 100 m                   |        |        |        |        |        | Q      | VL     |        |        |        | HF     |        |        |        |        |        |        |        |        |        |        |        |         |         |         |         |
| 200 m                   |        |        |        |        |        |        |        |        |        |        |        |        |        | VL     | HL     |        |        | HF     |        |        |        |        |         |         |         |         |
| 400 m                   |        |        |        |        |        |        |        |        |        |        | VL     | VL     | HL     |        |        | HF     |        |        |        |        |        |        |         |         |         |         |
| 800 m                   |        |        |        |        |        |        |        |        |        |        |        |        |        |        |        |        | VL     |        | HL     |        | HF     |        |         |         |         |         |
| 1500 m                  |        |        | VL     | VL     |        |        |        | HL     | HL     |        | HF     | HF     |        |        |        |        |        |        |        |        |        |        |         |         |         |         |
| 5000 m                  |        |        |        |        |        |        |        |        |        |        |        |        |        |        |        |        | VL     |        |        |        |        |        |         |         |         |         |
| 10.000 m                |        |        |        |        |        |        |        |        |        |        |        |        |        |        |        |        |        |        |        |        |        |        |         |         |         |         |
| 110 m Hürden            |        |        |        |        |        |        |        |        |        | VL     |        |        |        |        | HL     |        |        | HF     |        |        |        |        |         |         |         |         |
| 400 m Hürden            |        |        |        |        |        |        |        |        |        |        |        |        | VL     |        | HL     |        |        | HF     |        |        |        |        |         |         |         |         |
| 3000 m Hindernis        |        |        |        |        |        |        |        |        |        |        |        |        |        | VL     |        |        |        |        |        |        |        |        |         |         |         |         |
| 4 × 100 m Staffel       |        |        |        |        |        |        |        |        |        |        |        |        |        |        |        |        |        |        | VL     |        |        |        |         |         |         |         |
| 4 × 400 m Staffel       |        |        |        |        |        |        |        |        |        |        |        |        |        |        |        |        |        |        |        |        | VL     |        |         |         |         |         |
| Marathon                |        |        |        |        |        |        |        |        |        |        |        |        |        |        |        |        |        |        |        |        |        |        |         |         |         |         |
| 20 km Gehen             |        |        |        |        |        |        |        |        |        |        |        |        |        |        |        |        |        |        |        |        |        |        |         |         |         |         |
| Hochsprung              |        |        |        |        |        |        |        |        |        |        |        |        |        |        |        |        | Q      |        |        |        |        |        |         |         |         |         |
| Stabhochsprung          |        |        |        |        |        |        |        | Q      | Q      |        |        |        |        |        |        |        |        |        |        |        |        |        |         |         |         |         |
| Weitsprung              |        |        |        |        |        |        |        |        |        | Q      |        |        |        |        |        |        |        |        |        |        |        |        |         |         |         |         |
| Dreisprung              |        |        |        |        |        |        |        |        |        |        |        |        |        |        |        |        |        | Q      |        |        |        |        |         |         |         |         |
| Kugelstoßen             |        |        |        |        | Q      |        |        |        |        |        |        |        |        |        |        |        |        |        |        |        |        |        |         |         |         |         |
| Diskuswurf              |        |        |        |        |        |        |        |        |        |        |        |        | Q      |        |        |        |        |        |        |        |        |        |         |         |         |         |
| Hammerwurf              |        |        | Q      | Q      |        |        |        |        |        |        |        |        |        |        |        |        |        |        |        |        |        |        |         |         |         |         |
| Speerwurf               |        |        |        |        |        |        |        |        |        |        |        |        |        |        | Q      |        |        |        |        |        |        |        |         |         |         |         |
| Zehnkampf               |        |        |        |        |        |        |        |        |        |        |        |        |        |        |        |        |        |        |        |        |        |        |         |         |         |         |
| Frauen                  | Do 1.  | Do 1.  | Fr. 2. | Fr. 2. | Fr. 2. | Sa. 3. | Sa. 3. | Sa. 3. | Sa. 3. | So. 4. | So. 4. | So. 4. | Mo. 5. | Mo. 5. | Di. 6. | Di. 6. | Mi. 7. | Mi. 7. | Do. 8. | Do. 8. | Fr. 9. | Fr. 9. | Sa. 10. | Sa. 10. | So. 11. | So. 11. |
| Frauen                  | M      | A      | M      | M      | A      | M      | M      | A      | A      | M      | A      | A      | M      | A      | M      | A      | M      | A      | M      | A      | M      | A      | M       | A       | M       | A       |
| 100 m                   |        |        | Q      | VL     |        |        |        | HF     |        |        |        |        |        |        |        |        |        |        |        |        |        |        |         |         |         |         |
| 200 m                   |        |        |        |        |        |        |        |        |        | VL     |        |        | HL     | HF     |        |        |        |        |        |        |        |        |         |         |         |         |
| 400 m                   |        |        |        |        |        |        |        |        |        |        |        |        | VL     |        | HL     |        |        | HF     |        |        |        |        |         |         |         |         |
| 800 m                   |        |        |        |        | VL     | HL     | HL     |        |        |        | HF     | HF     |        |        |        |        |        |        |        |        |        |        |         |         |         |         |
| 1500 m                  |        |        |        |        |        |        |        |        |        |        |        |        |        |        | VL     |        | HL     |        |        | HF     |        |        |         |         |         |         |
| 5000 m                  |        |        |        |        | VL     |        |        |        |        |        |        |        |        |        |        |        |        |        |        |        |        |        |         |         |         |         |
| 10.000 m                |        |        |        |        |        |        |        |        |        |        |        |        |        |        |        |        |        |        |        |        |        |        |         |         |         |         |
| 100 m Hürden            |        |        |        |        |        |        |        |        |        |        |        |        |        |        |        |        | VL     |        | HL     |        | HF     |        |         |         |         |         |
| 400 m Hürden            |        |        |        |        |        |        |        |        |        | VL     |        |        | HL     |        |        | HF     |        |        |        |        |        |        |         |         |         |         |
| 3000 m Hindernis        |        |        |        |        |        |        |        |        |        | VL     |        |        |        |        |        |        |        |        |        |        |        |        |         |         |         |         |
| 4 × 100 m Staffel       |        |        |        |        |        |        |        |        |        |        |        |        |        |        |        |        |        |        | VL     |        |        |        |         |         |         |         |
| 4 × 400 m Staffel       |        |        |        |        |        |        |        |        |        |        |        |        |        |        |        |        |        |        |        |        | VL     |        |         |         |         |         |
| Marathon                |        |        |        |        |        |        |        |        |        |        |        |        |        |        |        |        |        |        |        |        |        |        |         |         |         |         |
| 20 km Gehen             |        |        |        |        |        |        |        |        |        |        |        |        |        |        |        |        |        |        |        |        |        |        |         |         |         |         |
| Hochsprung              |        |        | Q      | Q      |        |        |        |        |        |        |        |        |        |        |        |        |        |        |        |        |        |        |         |         |         |         |
| Stabhochsprung          |        |        |        |        |        |        |        |        |        |        |        |        | Q      |        |        |        |        |        |        |        |        |        |         |         |         |         |
| Weitsprung              |        |        |        |        |        |        |        |        |        |        |        |        |        |        | Q      |        |        |        |        |        |        |        |         |         |         |         |
| Dreisprung              |        |        |        |        | Q      |        |        |        |        |        |        |        |        |        |        |        |        |        |        |        |        |        |         |         |         |         |
| Kugelstoßen             |        |        |        |        |        |        |        |        |        |        |        |        |        |        |        |        |        |        | Q      |        |        |        |         |         |         |         |
| Diskuswurf              |        |        |        |        | Q      |        |        |        |        |        |        |        |        |        |        |        |        |        |        |        |        |        |         |         |         |         |
| Hammerwurf              |        |        |        |        |        |        |        |        |        | Q      |        |        |        |        |        |        |        |        |        |        |        |        |         |         |         |         |
| Speerwurf               |        |        |        |        |        |        |        |        |        |        |        |        |        |        |        |        | Q      |        |        |        |        |        |         |         |         |         |
| Siebenkampf             |        |        |        |        |        |        |        |        |        |        |        |        |        |        |        |        |        |        |        |        |        |        |         |         |         |         |
| Mixed                   | Do 1.  | Do 1.  | Fr. 2. | Fr. 2. | Fr. 2. | Sa. 3. | Sa. 3. | Sa. 3. | Sa. 3. | So. 4. | So. 4. | So. 4. | Mo. 5. | Mo. 5. | Di. 6. | Di. 6. | Mi. 7. | Mi. 7. | Do. 8. | Do. 8. | Fr. 9. | Fr. 9. | Sa. 10. | Sa. 10. | So. 11. | So. 11. |
| Mixed                   | M      | A      | M      | M      | A      | M      | M      | A      | A      | M      | A      | A      | M      | A      | M      | A      | M      | A      | M      | A      | M      | A      | M       | A       | M       | A       |
| 4 × 400 m Staffel       |        |        |        |        | VL     |        |        |        |        |        |        |        |        |        |        |        |        |        |        |        |        |        |         |         |         |         |
| Marathon Gehen          |        |        |        |        |        |        |        |        |        |        |        |        |        |        |        |        |        |        |        |        |        |        |         |         |         |         |
| Medaillenentscheidungen | 2      | 2      | 1      | 1      | 1      | 5      | 5      | 5      | 5      | 3      | 3      | 3      | 4      | 4      | 5      | 5      | 5      | 5      | 5      | 5      | 8      | 8      | 9       | 9       | 1       | 1       |

## Qualifikation
Von jeder Nation dürfen maximal 3 Athleten in einem Wettkampf antreten, vorausgesetzt, dass diese im Qualifikationszeitraum die Olympianorm erreicht haben. In den Staffelwettkämpfen darf jede Nation pro Wettkampf nur eine Staffel stellen. Ohne Berücksichtigung der Qualifikationszeiten ist es jeder Nation erlaubt, einen Athleten pro Geschlecht zu entsenden. Hierdurch wird gewährleistet, dass jedes Land mindestens zwei Athleten bei den Spielen stellen kann.
Das Qualifikationssystem für die Spiele 2024 übernimmt größtenteils den Modus der Spiele 2021, das in erster Linie eine Qualifikation über die Weltrangliste darstellt. World Athletics gibt weiterhin Normen bekannt, diese sind jedoch ausschließlich für die Qualifikation von Athleten mit sehr guten Leistungen vorgesehen, die sich nicht über die Weltrangliste qualifizieren konnten. Die Anzahl der Athleten pro Wettkampf ist begrenzt. Die Anzahl der Quotenplätze variieren von 24 Athleten für die Mehrkämpfe bis hin zu 80 Athleten für die Marathonläufe. Die Weltrangliste von World Athletics basiert auf einem Durchschnittswert der fünf besten Ergebnisse des jeweiligen Athleten während des Qualifikationszeitraums. Die Ergebnisse werden dabei unterschiedlich je nach Wichtigkeit der Veranstaltung gewichtet.

## Ergebnisse

### Männer

#### 100 m
| Platz | Athlet           | Land | Zeit (s) |
| ----- | ---------------- | ---- | -------- |
| 1     | Noah Lyles       | USA  | 9,79 PB  |
| 2     | Kishane Thompson | JAM  | 9,79 00  |
| 3     | Fred Kerley      | USA  | 9,81 SB  |
| 4     | Akani Simbine    | RSA  | 9,82 NR  |
| 5     | Marcell Jacobs   | ITA  | 9,85 SB  |
| 6     | Letsile Tebogo   | BOT  | 9,86 NR  |
| 7     | Kenny Bednarek   | USA  | 9,88 00  |
| 8     | Oblique Seville  | JAM  | 9,91 00  |

Finale: 4. August, 21:50 Uhr
Wind: +1,0 m/s
Teilnehmer aus einem deutschsprachigen Land:
- Joshua Hartmann – ausgeschieden im zweiten Halbfinale (Rang 24 mit 10,16 s | Wind: 0,0 m/s)
- Owen Ansah – ausgeschieden im dritten Vorlauf (Rang 38 mit 10,22 s | Wind: −0,2 m/s)
- Markus Fuchs – ausgeschieden im dritten Vorlauf (Rang 66 mit 10,59 s | Wind: −0,2 m/s)

#### 200 m
| Platz | Athlet                | Land | Zeit (s) |
| ----- | --------------------- | ---- | -------- |
| 1     | Letsile Tebogo        | BOT  | 19,46 AF |
| 2     | Kenneth Bednarek      | USA  | 19,62 00 |
| 3     | Noah Lyles            | USA  | 19,70 00 |
| 4     | Erriyon Knighton      | USA  | 19,99 00 |
| 5     | Alexander Ogando      | DOM  | 20,02 00 |
| 6     | Tapiwanashe Makarawu  | ZIM  | 20,10 00 |
| 7     | Joseph Fahnbulleh     | LBR  | 20,15 00 |
| 8     | Makanakaishe Charamba | ZIM  | 20,53 00 |

Finale: 8. August, 20:30 Uhr
Wind: +0,4 m/s

#### 400 m
| Platz | Athlet               | Land | Zeit (s) |
| ----- | -------------------- | ---- | -------- |
| 1     | Quincy Hall          | USA  | 43,40 PB |
| 2     | Matthew Hudson-Smith | GBR  | 43,44 ER |
| 3     | Muzala Samukonga     | ZAM  | 43,74 NR |
| 4     | Jereem Richards      | TTO  | 43,78 NR |
| 5     | Kirani James         | GRN  | 43,87 00 |
| 6     | Christopher Bailey   | USA  | 44,58 00 |
| 7     | Samuel Ogazi         | NGR  | 44,73 00 |
| 8     | Michael Norman       | USA  | 45,62 00 |

Finale: 7. August, 21:20 Uhr

#### 800 m
| Platz | Athlet            | Land | Zeit (min) |
| ----- | ----------------- | ---- | ---------- |
| 1     | Emmanuel Wanyonyi | KEN  | 1:41,19 PB |
| 2     | Marco Arop        | CAN  | 1:41,20 AR |
| 3     | Djamel Sedjati    | ALG  | 1:41,50 AR |
| 4     | Bryce Hoppel      | USA  | 1:41,67 NR |
| 5     | Mohamed Attaoui   | ESP  | 1:42,08 NR |
| 6     | Gabriel Tual      | FRA  | 1:42,14 NR |
| 7     | Tshepiso Masalela | BOT  | 1:42,82 PB |
| 8     | Max Burgin        | GBR  | 1:43,84 NR |

Finale: 10. August, 19:25 Uhr

#### 1500 m
| Platz | Athlet             | Land | Zeit (min) |
| ----- | ------------------ | ---- | ---------- |
| 1     | Cole Hocker        | USA  | 3:27,65 OR |
| 2     | Josh Kerr          | GBR  | 3:27,79 NR |
| 3     | Yared Nuguse       | USA  | 3:27,80 PB |
| 4     | Jakob Ingebrigtsen | NOR  | 3:28,24000 |
| 5     | Hobbs Kessler      | USA  | 3:29,45 PB |
| 6     | Niels Laros        | NED  | 3:29,54 NR |
| 7     | Narve Gilje Nordås | NOR  | 3:30,46 SB |
| 8     | Pietro Arese       | ITA  | 3:30,74 NR |

Finale: 6. August, 20:50 Uhr

#### 5000 m
| Platz | Athlet             | Land | Zeit (min)  |
| ----- | ------------------ | ---- | ----------- |
| 1     | Jakob Ingebrigtsen | NOR  | 13:13,66 SB |
| 2     | Ronald Kwemoi      | KEN  | 13:15,04 SB |
| 3     | Grant Fisher       | USA  | 13:15,13 SB |
| 4     | Dominic Lobalu     | EOR  | 13:15,27 SB |
| 5     | Hagos Gebrhiwet    | ETH  | 13:15,32 SB |
| 6     | Biniam Mehary      | ETH  | 13:15,99 SB |
| 7     | Edwin Kurgat       | KEN  | 13:17,18 SB |
| 8     | Isaac Kimeli       | BEL  | 13:18,10 SB |

Finale: 10. August, 19:50 Uhr

#### 10.000 m
| Platz | Athlet           | Land | Zeit (min)  |
| ----- | ---------------- | ---- | ----------- |
| 1     | Joshua Cheptegei | UGA  | 26:43,14 OR |
| 2     | Berihu Aregawi   | ETH  | 26:43,44000 |
| 3     | Grant Fisher     | USA  | 26:43,46 SB |
| 4     | Mohammed Ahmed   | CAN  | 26:43,79000 |
| 5     | Benard Kibet     | KEN  | 26:43,98 PB |
| 6     | Yomif Kejelcha   | ETH  | 26:44,02000 |
| 7     | Selemon Barega   | ETH  | 26:44,48000 |
| 8     | Jacob Kiplimo    | UGA  | 26:46,39 SB |

Datum: 2. August, 21:20 Uhr
Keine Teilnehmer aus deutschsprachigen Ländern

#### Marathon
Die 42,195 Kilometer lange Strecke des olympischen Marathons führte an einigen der berühmtesten Sehenswürdigkeiten der französischen Hauptstadt vorbei. Sie begann am Hôtel de Ville, führte am Schloss Versailles vorbei und endete in Les Invalides. Die Strecke wurde durch den „Marsch der Frauen“ inspiriert, bei dem am 5. und 6. Oktober 1789 eine Gruppe von Frauen vom Pariser Rathaus nach Versailles marschierte und den König mit Gewalt in die Tuilerien brachte. Dank des Drucks dieser Frauengruppe ratifizierte König Ludwig XVI. nur wenige Monate nach der Französischen Revolution die berühmte Allgemeine Erklärung der Menschen- und Bürgerrechte.
| Platz | Athlet               | Land | Zeit (h)   |
| ----- | -------------------- | ---- | ---------- |
| 1     | Tamirat Tola         | ETH  | 2:06:26 OR |
| 2     | Bashir Abdi          | BEL  | 2:06:47 SB |
| 3     | Benson Kipruto       | KEN  | 2:07:00000 |
| 4     | Emile Cairess        | GBR  | 2:07:29000 |
| 5     | Deresa Geleta        | ETH  | 2:07:31000 |
| 6     | Akira Akasaki        | JPN  | 2:07:32 PB |
| 7     | Tebello Ramakongoana | LES  | 2:07:58 NR |
| 8     | Conner Mantz         | USA  | 2:08:12 SB |

Finale: 10. August, 8:00 Uhr
Teilnehmer aus einem deutschsprachigen Land:

- Richard Ringer – Rang 12 in 2:09:18 h
- Samuel Fitwi Sibhatu – Rang 15 in 2:09:50 h
- Matthias Kyburz – Rang 30 in 2:11:32 h
- Tadesse Abraham – Rang 38 in 2:12:22 h
- Amanal Petros – DNF nach 30 km

#### 110 m Hürden
| Platz | Athlet             | Land | Zeit (s) |
| ----- | ------------------ | ---- | -------- |
| 1     | Grant Holloway     | USA  | 12,99 00 |
| 2     | Daniel Roberts     | USA  | 13,09 00 |
| 3     | Rasheed Broadbell  | JAM  | 13,09 SB |
| 4     | Enrique Llopis     | ESP  | 13,20 00 |
| 5     | Rachid Muratake    | JPN  | 13,21 00 |
| 6     | Freddie Crittenden | USA  | 13,32 00 |
| 7     | Orlando Bennett    | JAM  | 13,34 00 |
| 8     | Hansle Parchment   | JAM  | 13,39 00 |

Finale: 8. August, 21:45 Uhr
Wind: −0,1 m/s

#### 400 m Hürden
| Platz | Athlet            | Land | Zeit (s)  |
| ----- | ----------------- | ---- | --------- |
| 1     | Rai Benjamin      | USA  | 46,46 =SB |
| 2     | Karsten Warholm   | NOR  | 47,060000 |
| 3     | Alison dos Santos | BRA  | 47,260000 |
| 4     | Clément Ducos     | FRA  | 47,760000 |
| 5     | Kyron McMaster    | IVB  | 47,79 SB0 |
| 6     | Abderrahman Samba | QAT  | 47,980000 |
| 7     | Rasmus Mägi       | EST  | 52,530000 |
|       | Roshawn Clarke    | JAM  | DNF00000  |

Finale: 9. August, 21:45 Uhr

#### 3000 m Hindernis
| Platz | Athlet                | Land | Zeit (min) |
| ----- | --------------------- | ---- | ---------- |
| 1     | Soufiane el-Bakkali   | MAR  | 8:06,05 SB |
| 2     | Kenneth Rooks         | USA  | 8:06,41 PB |
| 3     | Abraham Kibiwot       | KEN  | 8:06,47 SB |
| 4     | Mohamed Amin Jhinaoui | TUN  | 8:07,73 NR |
| 5     | Ahmed Jaziri          | TUN  | 8:08,02 PB |
| 6     | Samuel Firewu         | ETH  | 8:08,87000 |
| 7     | Simon Kiprop Koech    | KEN  | 8:09,26 SB |
| 8     | Ryūji Miura           | JPN  | 8:11,72000 |

Finale: 7. August, 21:40 Uhr

#### 4 × 100 m Staffel
| Platz | Land | Athleten                                                                                                 | Zeit (s) |
| ----- | ---- | --- | -------- |
| 1     | CAN  | Aaron Brown Jerome Blake Brendon Rodney Andre De Grasse                                                  | 37,50 SB |
| 2     | RSA  | Bayanda Walaza Shaun Maswanganyi Bradley Nkoana Akani Simbine                                            | 37,57 AF |
| 3     | GBR  | Jeremiah Azu Louie Hinchliffe Nethaneel Mitchell-Blake Zharnel Hughes im Vorlauf außerdem: Richard Kilty | 37,61 SB |
| 4     | ITA  | Matteo Melluzzo Marcell Jacobs Lorenzo Patta Filippo Tortu im Vorlauf außerdem: Fausto Desalu            | 37,68 SB |
| 5     | JPN  | Ryūichirō Sakai Abdul Hakim Sani Brown Yoshihide Kiryū Koki Ueyama im Vorlauf außerdem: Hiroki Yanagita  | 37,78 SB |
| 6     | FRA  | Méba-Mickaël Zézé Jeff Erius Ryan Zézé Pablo Matéo                                                       | 37,81 SB |
| 7     | CHN  | Deng Zhijian Xie Zhenye Yan Haibin Chen Jiapeng                                                          | 38,06 SB |
|       | USA  | Kenneth Bednarek Fred Kerley Kyree King Christian Coleman im Vorlauf außerdem: Courtney Lindsey          | DSQ0000  |

Finale: 9. August, 19:45 Uhr

#### 4 × 400 m Staffel
| Platz | Land | Athleten | Zeit (min) |
| ----- | ---- | --- | ---------- |
| 1     | USA  | Christopher Bailey Vernon Norwood Bryce Deadmon Rai Benjamin im Vorlauf außerdem: Quincy Wilson                      | 2:54,43 OR |
| 2     | BOT  | Bayapo Ndori Collen Kebinatshipi Anthony Pesela Letsile Tebogo                                                       | 2:54,53 AF |
| 3     | GBR  | Alex Haydock-Wilson Matthew Hudson-Smith Lewis Davey Charles Dobson im Vorlauf außerdem: Samuel Reardon Toby Harries | 2:55,83 ER |
| 4     | BEL  | Jonathan Sacoor Dylan Borlée Kévin Borlée Florent Mabille                                                            | 2:57,75 NR |
| 5     | RSA  | Gardeo Isaacs Zakithi Nene Lythe Pillay Antonie Nortje                                                               | 2:58,12 NR |
| 6     | JPN  | Yuki Joseph Nakajima Kaitō Kawabata Fuga Satō Kentarō Satō                                                           | 2:58,33 AS |
| 7     | ITA  | Luca Sito Vladimir Aceti Edoardo Scotti Alessandro Sibilio                                                           | 2:59,72 SB |
| 8     | ZAM  | Patrick Kakozi Nyambe Kennedy Luchembe David Mulenga Muzala Samukonga                                                | 3:02,76000 |

Finale: 10. August, 21:12 Uhr

#### 20 km Gehen
| Platz | Athlet                 | Land | Zeit (h) |
| ----- | ---------------------- | ---- | -------- |
| 1     | Brian Pintado          | ECU  | 1:18:55  |
| 2     | Caio Bonfim            | BRA  | 1:19:09  |
| 3     | Álvaro Martín          | ESP  | 1:19:11  |
| 4     | Massimo Stano          | ITA  | 1:19:12  |
| 5     | Evan Dunfee            | CAN  | 1:19:16  |
| 6     | Misgana Wakuma Fekansa | ETH  | 1:19:31  |
| 7     | Kōki Ikeda             | JPN  | 1:19:41  |
| 8     | Yūta Koga              | JPN  | 1:19:50  |

Finale: 1. August, 8:00 Uhr

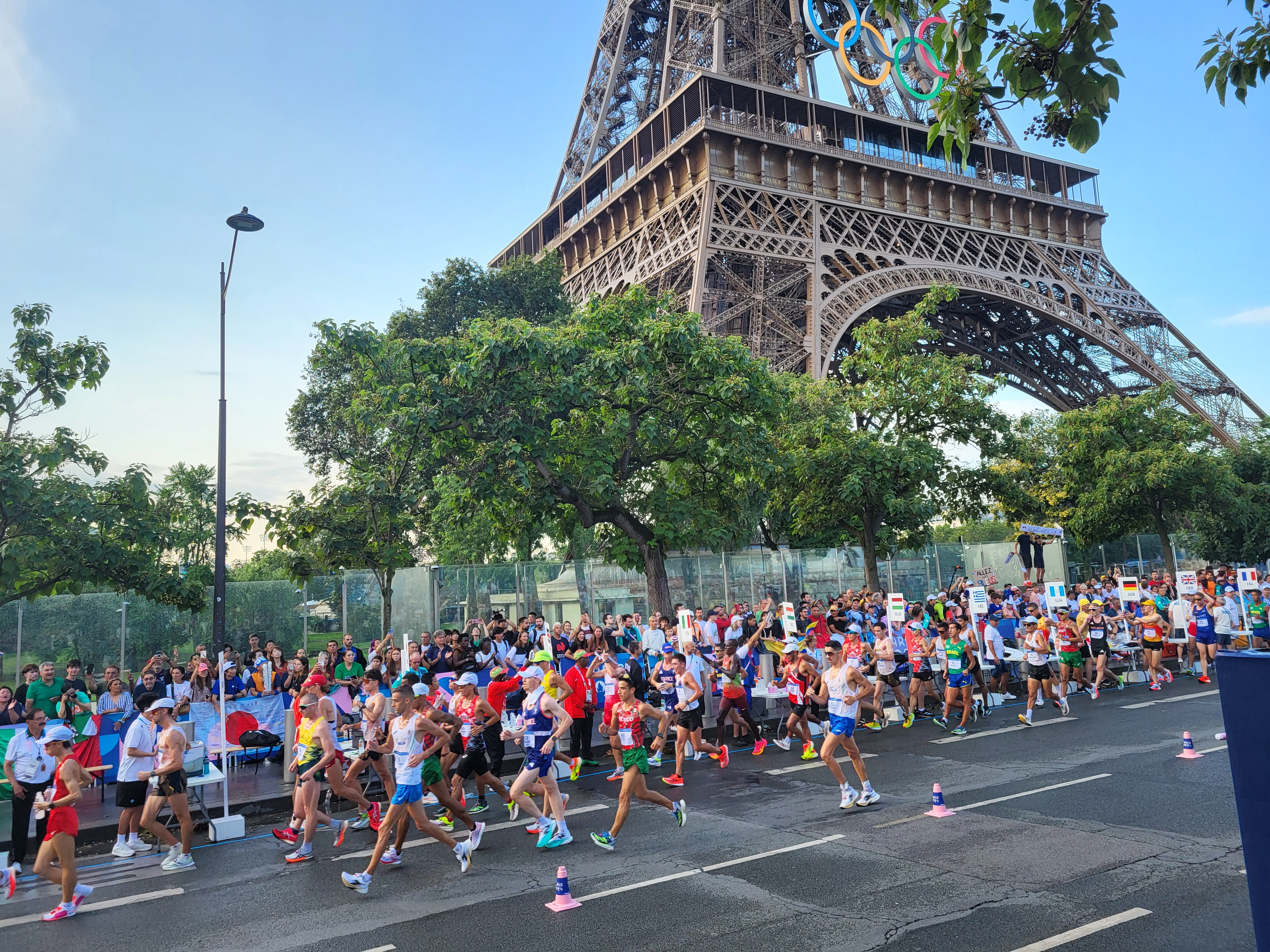
Szene vom Geher-Wettkampf der Männer

Teilnehmer aus einem deutschsprachigen Land:

- Christopher Linke – Rang 19 in 1:20:35 h
- Leo Köpp – Rang 23 in 1:21:36 h

#### Hochsprung
| Platz | Athlet             | Land | Höhe (m) |
| ----- | ------------------ | ---- | -------- |
| 1     | Hamish Kerr        | NZL  | 2,36 =AR |
| 2     | Shelby McEwen      | USA  | 2,36 PB0 |
| 3     | Mutaz Essa Barshim | QAT  | 2,34 SB0 |
| 4     | Stefano Sottile    | ITA  | 2,34 PB0 |
| 5     | Ryōichi Akamatsu   | JPN  | 2,31 PB0 |
| 6     | Oleh Doroschtschuk | UKR  | 2,31 PB0 |
| 7     | Woo Sang-hyeok     | KOR  | 2,27 A=R |
| 8     | Tichomir Iwanow    | BUL  | 2,27 SB0 |

Finale: 10. August, 19:10 Uhr

#### Stabhochsprung
| Platz | Athlet             | Land | Höhe (m) |
| ----- | ------------------ | ---- | -------- |
| 1     | Armand Duplantis   | SWE  | 6,25 WR  |
| 2     | Sam Kendricks      | USA  | 5,95 =SB |
| 3     | Emmanouil Karalis  | GRE  | 5,90 0SB |
| 4     | Ernest John Obiena | PHI  | 5,90 0SB |
| 5     | Ersu Şaşma         | TUR  | 5,85 SB0 |
| 6     | Kurtis Marschall   | AUS  | 5,85 0SB |
| 7     | Huang Bokai        | CHN  | 5,80 PB0 |
| 8     | Sondre Guttormsen  | NOR  | 5,80 SB0 |

Finale: 5. August, 19:00 Uhr

Teilnehmer aus einem deutschsprachigen Land:
- Bo Kanda Lita Baehre – Rang 9 mit 5,70 m
- Oleg Zernikel – Rang 9 mit 5,70 m
- Torben Blech – ausgeschieden in der Qualifikation, Gruppe B (Rang 23 mit 5,40 m)

#### Weitsprung
| Platz | Athlet              | Land | Weite (m) |
| ----- | ------------------- | ---- | --------- |
| 1     | Miltiadis Tendoglou | GRE  | 8,48      |
| 2     | Wayne Pinnock       | JAM  | 8,36      |
| 3     | Mattia Furlani      | ITA  | 8,34      |
| 4     | Simon Ehammer       | SUI  | 8,20      |
| 5     | Jacob Fincham-Dukes | GBR  | 8,14      |
| 6     | Simon Batz          | GER  | 8,07      |
| 7     | Zhang Mingkun       | CHN  | 8,07      |
| 8     | Wang Jianan         | CHN  | 8,03      |

Finale: 6. August, 20:15 Uhr

#### Dreisprung
| Platz | Athlet               | Land | Weite (m) |
| ----- | -------------------- | ---- | --------- |
| 1     | Jordan Díaz          | ESP  | 17,86000  |
| 2     | Pedro Pichardo       | POR  | 17,84000  |
| 3     | Andy Díaz            | ITA  | 17,64 SB  |
| 4     | Jaydon Hibbert       | JAM  | 17,61000  |
| 5     | Hugues Fabrice Zango | BUR  | 17,50000  |
| 6     | Salif Mane           | USA  | 17,41000  |
| 7     | Max Heß              | GER  | 17,38 SB  |
| 8     | Lázaro Martínez      | CUB  | 17,34 SB  |

Finale: 9. August, 20:10 Uhr

#### Kugelstoßen
| Platz | Athlet                | Land | Weite (m) |
| ----- | --------------------- | ---- | --------- |
| 1     | Ryan Crouser          | USA  | 22,90 SB  |
| 2     | Joe Kovacs            | USA  | 22,15 00  |
| 3     | Rajindra Campbell     | JAM  | 22,15 00  |
| 4     | Payton Otterdahl      | USA  | 22,03 00  |
| 5     | Leonardo Fabbri       | ITA  | 21,70 00  |
| 6     | Chukwuebuka Enekwechi | NGR  | 21,42 00  |
| 7     | Jacko Gill            | NZL  | 21,15 00  |
| 8     | Uziel Muñoz           | MEX  | 20,88 00  |

Finale: 3. August, 19:35 Uhr

Teilnehmer aus einem deutschsprachigen Land:
- Bob Bertemes – ausgeschieden in der Qualifikation (Rang 9 mit 20,27 m)

#### Diskuswurf
| Platz | Athlet              | Land | Weite (m) |
| ----- | ------------------- | ---- | --------- |
| 1     | Rojé Stona          | JAM  | 70,00 OR  |
| 2     | Mykolas Alekna      | LTU  | 69,97000  |
| 3     | Matthew Denny       | AUS  | 69,31000  |
| 4     | Kristjan Čeh        | SLO  | 68,41000  |
| 5     | Lukas Weißhaidinger | AUT  | 67,54000  |
| 6     | Clemens Prüfer      | GER  | 67,41000  |
| 7     | Daniel Ståhl        | SWE  | 66,95000  |
| 8     | Andrius Gudžius     | LTU  | 66,55000  |

Finale: 7. August, 20:25 Uhr

#### Hammerwurf
| Platz | Athlet           | Land | Weite (m) |
| ----- | ---------------- | ---- | --------- |
| 1     | Ethan Katzberg   | CAN  | 84,12 00  |
| 2     | Bence Halász     | HUN  | 79,97 00  |
| 3     | Mychajlo Kochan  | UKR  | 79,39 00  |
| 4     | Eivind Henriksen | NOR  | 79,18 SB  |
| 5     | Paweł Fajdek     | POL  | 78,80 00  |
| 6     | Rudy Winkler     | USA  | 77,92 00  |
| 7     | Wojciech Nowicki | POL  | 77,42 00  |
| 8     | Yann Chaussinand | FRA  | 77,38 00  |

Finale: 4. August, 20:30 Uhr
Teilnehmer aus einem deutschsprachigen Land:
- Merlin Hummel – Rang 10 mit 76,03 m
- Sören Klose – ausgeschieden in der Qualifikation (Rang 28 mit 71,20 m)

#### Speerwurf
| Platz | Athlet          | Land | Weite (m) |
| ----- | --------------- | ---- | --------- |
| 1     | Arshad Nadeem   | PAK  | 92,97 OR  |
| 2     | Neeraj Chopra   | IND  | 89,45 SB  |
| 3     | Anderson Peters | GRN  | 88,54000  |
| 4     | Jakub Vadlejch  | CZE  | 88,50000  |
| 5     | Julius Yego     | KEN  | 87,72 SB  |
| 6     | Julian Weber    | GER  | 87,40000  |
| 7     | Keshorn Walcott | TTO  | 86,16 SB  |
| 8     | Lassi Etelätalo | FIN  | 84,58000  |

Finale: 8. August, 20:25 Uhr

#### Zehnkampf
| Platz | Athlet            | Land | Punkte  |
| ----- | ----------------- | ---- | ------- |
| 1     | Markus Rooth      | NOR  | 8796 NR |
| 2     | Leo Neugebauer    | GER  | 8748000 |
| 3     | Lindon Victor     | GRN  | 8711 SB |
| 4     | Sven Roosen       | NED  | 8607 NR |
| 5     | Janek Õiglane     | EST  | 8572 PB |
| 6     | Johannes Erm      | EST  | 8569000 |
| 7     | Harrison Williams | USA  | 8538000 |
| 8     | Niklas Kaul       | GER  | 8445 SB |

Datum: 2./3. August

Weiterer Teilnehmer aus einem deutschsprachigen Land:
- Till Steinforth – Rang 15 mit 8170 Punkten

### Frauen

#### 100 m
| Platz | Athletin                 | Land | Zeit (s) |
| ----- | ------------------------ | ---- | -------- |
| 1     | Julien Alfred            | LCA  | 10,72 NR |
| 2     | Sha’Carri Richardson     | USA  | 10,87000 |
| 3     | Melissa Jefferson        | USA  | 10,92000 |
| 4     | Daryll Neita             | GBR  | 10,96000 |
| 5     | Twanisha Terry           | USA  | 10,97000 |
| 6     | Mujinga Kambundji        | SUI  | 10,99000 |
| 7     | Tia Clayton              | JAM  | 11,04000 |
| 8     | Marie-Josée Ta Lou-Smith | CIV  | 13,84000 |

Finale: 3. August, 21:20 Uhr
Wind: −0,1 m/s

Weitere Teilnehmerinnen aus deutschsprachigen Ländern:
- Gina Lückenkemper – ausgeschieden im dritten Halbfinale (Rang 10 mit 11,09 s | Wind: +0,2 m/s)
- Patrizia van der Weken – ausgeschieden im zweiten Halbfinale (Rang 15 mit 11,13 s | Wind: −0,1 m/s)
- Rebekka Haase – ausgeschieden im siebten Vorlauf (Rang 32 mit 11,28 s | Wind: −0,2 m/s)
- Géraldine Frey – ausgeschieden im fünften Vorlauf (Rang 38 mit 11,34 s | Wind: +1,0 m/s)
- Salomé Kora – ausgeschieden im sechsten Vorlauf (Rang 39 mit 11,35 s | Wind: −0,4 m/s)

#### 200 m
| Platz | Athletin         | Land | Zeit (s) |
| ----- | ---------------- | ---- | -------- |
| 1     | Gabrielle Thomas | USA  | 21,83    |
| 2     | Julien Alfred    | LCA  | 22,08    |
| 3     | Brittany Brown   | USA  | 22,20    |
| 4     | Dina Asher-Smith | GBR  | 22,22    |
| 5     | Daryll Neita     | GBR  | 22,23    |
| 6     | Favour Ofili     | NGR  | 22,24    |
| 7     | McKenzie Long    | USA  | 22,42    |
| 8     | Jessika Gbai     | CIV  | 22,70    |

Finale: 6. August, 21:40 Uhr
Wind: −0,6 m/s

#### 400 m
| Platz | Athletin          | Land | Zeit (s) |
| ----- | ----------------- | ---- | -------- |
| 1     | Marileidy Paulino | DOM  | 48,17 OR |
| 2     | Salwa Eid Naser   | BRN  | 48,53 SB |
| 3     | Natalia Kaczmarek | POL  | 48,98000 |
| 4     | Rhasidat Adeleke  | IRL  | 49,28000 |
| 5     | Amber Anning      | GBR  | 49,29 NR |
| 6     | Alexis Holmes     | USA  | 49,77 PB |
| 7     | Sada Williams     | BAR  | 49,83000 |
| 8     | Henriette Jæger   | NOR  | 49,96000 |

Finale: 9. August, 20:00 Uhr

#### 800 m
| Platz | Athletin           | Land | Zeit (min) |
| ----- | ------------------ | ---- | ---------- |
| 1     | Keely Hodgkinson   | GBR  | 1:56,72 00 |
| 2     | Tsige Duguma       | ETH  | 1:57,15 PB |
| 3     | Mary Moraa         | KEN  | 1:57,42 00 |
| 4     | Shafiqua Maloney   | VIN  | 1:57,66 00 |
| 5     | Rénelle Lamote     | FRA  | 1:58,19 00 |
| 6     | Worknesh Mesele    | ETH  | 1:58,28 00 |
| 7     | Juliette Whittaker | USA  | 1:58,50 00 |
| 8     | Prudence Sekgodiso | RSA  | 1:58,79 00 |

Finale: 5. August, 21:45 Uhr

#### 1500 m
| Platz | Athletin                   | Land | Zeit (min) |
| ----- | -------------------------- | ---- | ---------- |
| 1     | Faith Kipyegon             | KEN  | 3:51,29 OR |
| 2     | Jessica Hull               | AUS  | 3:52,56 OR |
| 3     | Georgia Bell               | GBR  | 3:52,61 NR |
| 4     | Diribe Welteji             | ETH  | 3:52,75 PB |
| 5     | Laura Muir                 | GBR  | 3:53,37 PB |
| 6     | Susan Lokayo Ejore-Sanders | KEN  | 3:56,07 PB |
| 7     | Nikki Hiltz                | USA  | 3:56,38 OR |
| 8     | Elle Purrier St. Pierre    | USA  | 3:57,52 OR |

Finale: 10. August, 20:25 Uhr

#### 5000 m
| Platz | Athletin                   | Land | Zeit (min)  |
| ----- | -------------------------- | ---- | ----------- |
| 1     | Beatrice Chebet            | KEN  | 14:28,56000 |
| 2     | Faith Kipyegon             | KEN  | 14:29,60 SB |
| 3     | Sifan Hassan               | NED  | 14:30,61 SB |
| 4     | Nadia Battocletti          | ITA  | 14:31,64 NR |
| 5     | Margaret Chelimo Kipkemboi | KEN  | 14:32,23 SB |
| 6     | Ejgayehu Taye              | ETH  | 14:32,98000 |
| 7     | Medina Eisa                | ETH  | 14:35,43000 |
| 8     | Karoline Bjerkeli Grøvdal  | NOR  | 14:43,21000 |

Finale: 5. August, 21:10 Uhr
Teilnehmerin aus einem deutschsprachigen Land:
- Hanna Klein – ausgeschieden im ersten Vorlauf (Rang 31 mit 15:31,85 min)

#### 10.000 m
| Platz | Athletin               | Land | Zeit (min)  |
| ----- | ---------------------- | ---- | ----------- |
| 1     | Beatrice Chebet        | KEN  | 30:43,25000 |
| 2     | Nadia Battocletti      | ITA  | 30:43,35 NR |
| 3     | Sifan Hassan           | NED  | 30:44,12 SB |
| 4     | Margaret Kipkemboi     | KEN  | 30:44,58000 |
| 5     | Lilian Kasait Rengeruk | KEN  | 30:45,04000 |
| 6     | Gudaf Tsegay           | ETH  | 30:45,21000 |
| 7     | Fotyen Tesfay          | ETH  | 30:46,93000 |
| 8     | Weini Kelati           | USA  | 30:49,98000 |

Datum: 9. August, 20:55 Uhr

#### Marathon
| Platz | Athletin               | Land | Zeit (h)   |
| ----- | ---------------------- | ---- | ---------- |
| 1     | Sifan Hassan           | NED  | 2:22:55 OR |
| 2     | Tigist Assefa          | ETH  | 2:22:58 OR |
| 3     | Hellen Obiri           | KEN  | 2:23:10 OR |
| 4     | Sharon Lokedi          | KEN  | 2:23:14 OR |
| 5     | Amane Beriso Shankule  | ETH  | 2:23:57 OR |
| 6     | Yuka Suzuki            | JPN  | 2:24:02 OR |
| 7     | Delvine Relin Meringor | ROU  | 2:24:56 OR |
| 8     | Stella Chesang         | UGA  | 2:26:01 OR |

Datum: 11. August, 8:00 Uhr
Teilnehmerinnen aus einem deutschsprachigen Land:

- Fabienne Schlumpf – Rang 16 in 2:28:10 h
- Helen Bekele Tola – Rang 22 in 2:29:43 h
- Domenika Mayer – Rang 29 in 2:30:14 h
- Laura Hottenrott – Rang 38 in 2:31:19 h
- Julia Mayer – Rang 55 in 2:35:14 h
- Melat Yisak Kejeta – DNF nach 15 km

#### 100 m Hürden
| Platz | Athletin              | Land | Zeit (s) |
| ----- | --------------------- | ---- | -------- |
| 1     | Masai Russell         | USA  | 12,330   |
| 2     | Cyréna Samba-Mayela   | FRA  | 12,340   |
| 3     | Jasmine Camacho-Quinn | PUR  | 12,360   |
| 4     | Nadine Visser         | NED  | 12,425   |
| 5     | Grace Stark           | USA  | 12,428   |
| 6     | Devynne Charlton      | BAH  | 12,560   |
| 7     | Alaysha Johnson       | USA  | 12,930   |
|       | Ackera Nugent         | JAM  | DNF      |

Finale: 10. August, 19:35 Uhr
Wind: −0,3 m/s

#### 400 m Hürden
| Pl. | Athletin                  | Land | Zeit (s) |
| --- | ------------------------- | ---- | -------- |
| 1   | Sydney McLaughlin-Levrone | USA  | 50,37 WR |
| 2   | Anna Cockrell             | USA  | 51,87 PB |
| 3   | Femke Bol                 | NED  | 52,15000 |
| 4   | Jasmine Jones             | USA  | 52,29 PB |
| 5   | Rushell Clayton           | JAM  | 52,68000 |
| 6   | Shiann Salmon             | JAM  | 53,29000 |
| 7   | Savannah Sutherland       | CAN  | 53,88000 |
| 8   | Louise Maraval            | FRA  | 54,53000 |

Finale: 8. August, 21:25 Uhr

#### 3000 m Hindernis
| Platz | Athletin            | Land | Zeit (min) |
| ----- | ------------------- | ---- | ---------- |
| 1     | Winfred Mutile Yavi | BHR  | 8:52,76 OR |
| 2     | Peruth Chemutai     | UGA  | 8:53,34 NR |
| 3     | Faith Cherotich     | KEN  | 8:55,15 PB |
| 4     | Alice Finot         | FRA  | 8:58,67 ER |
| 5     | Sembo Almayew       | ETH  | 9:00,83 SB |
| 6     | Beatrice Chepkoech  | KEN  | 9:04,24000 |
| 7     | Elizabeth Bird      | GBR  | 9:04,35 NR |
| 8     | Lomi Muleta         | ETH  | 9:06,07 PB |

Finale: 6. August, 21:10 Uhr

#### 4 × 100 m Staffel
| Platz | Land | Athletinnen                                                                                               | Zeit (s) |
| ----- | ---- | --- | -------- |
| 1     | USA  | Melissa Jefferson Twanisha Terry Gabrielle Thomas Sha’Carri Richardson                                    | 41,78 SB |
| 2     | GBR  | Dina Asher-Smith Imani Lansiquot Amy Hunt Daryll Neita im Vorlauf außerdem: Bianca Williams Desirèe Henry | 41,85000 |
| 3     | GER  | Alexandra Burghardt Lisa Mayer Gina Lückenkemper Rebekka Haase im Vorlauf außerdem: Sophia Junk           | 41,97 SB |
| 4     | FRA  | Orlann Oliere Gémima Joseph Hélène Parisot Chloé Galet                                                    | 42,23000 |
| 5     | JAM  | Alana Reid Kemba Nelson Shashalee Forbes Tia Clayton                                                      | 42,29 SB |
| 6     | CAN  | Sade McCreath Jacqueline Madogo Marie-Éloïse Leclair Audrey Leduc                                         | 42,69000 |
| 7     | NED  | Isabel van den Berg Marije van Hunenstijn Minke Bisschops Tasa Jiya                                       | 42,74000 |
| 8     | SUI  | Sarah Atcho-Jaquier Mujinga Kambundji Salomé Kora Léonie Pointet                                          | DSQ0000  |

Finale: 9. August, 19:30 Uhr

#### 4 × 400 m Staffel
| Platz | Land | Athletinnen | Zeit (min) |
| ----- | ---- | --- | ---------- |
| 1     | USA  | Shamier Little Sydney McLaughlin-Levrone Gabrielle Thomas Alexis Holmes im Vorlauf außerdem: Quanera Hayes Aaliyah Butler Kaylyn Brown    | 3:15,27 AM |
| 2     | NED  | Lieke Klaver Cathelijn Peeters Lisanne de Witte Femke Bol im Vorlauf außerdem: Eveline Saalberg Myrte van der Schoot                      | 3:19,50 NR |
| 3     | GBR  | Victoria Ohuruogu Laviai Nielsen Nicole Yeargin Amber Anning im Vorlauf außerdem: Yemi Mary John Hannah Kelly Jodie Williams Lina Nielsen | 3:19,72 NR |
| 4     | IRL  | Sophie Becker Rhasidat Adeleke Phil Healy Sharlene Mawdsley im Vorlauf außerdem: Kelly McGrory                                            | 3:19,90 NR |
| 5     | FRA  | Sounkamba Sylla Shana Grebo Amandine Brossier Louise Maraval im Vorlauf außerdem: Alexe Déau                                              | 3:21,41 NR |
| 6     | CAN  | Zoe Sherar Savannah Sutherland Kyra Constantine Lauren Gale im Vorlauf außerdem: Aiyanna Stiverne                                         | 3:22,01 SB |
| 7     | BEL  | Naomi Van Den Broeck Imke Vervaet Hanne Claes Helena Ponette im Vorlauf außerdem: Camille Laus                                            | 3:22,40 SB |
| 8     | JAM  | Stacey-Ann Williams Andrenette Knight Shiann Salmon Stephenie Ann McPherson im Vorlauf außerdem: Ashley Williams Charokee Young           | DNF00000   |

Finale: 10. August, 21:22 Uhr

#### 20 km Gehen
| Platz | Athletin           | Land | Zeit (h)   |
| ----- | ------------------ | ---- | ---------- |
| 1     | Yang Jiayu         | CHN  | 1:25:54 SB |
| 2     | María Pérez García | ESP  | 1:26:19 SB |
| 3     | Jemima Montag      | AUS  | 1:26:25 AR |
| 4     | Sandra Arenas      | COL  | 1:27:03 AR |
| 5     | Alegna González    | MEX  | 1:27:14 00 |
| 6     | Glenda Morejón     | ECU  | 1:27:37 00 |
| 7     | Laura García-Caro  | ESP  | 1:28:12 00 |
| 8     | Evelyn Inga        | PER  | 1:28:16 00 |

Finale: 1. August, 9:50 Uhr
Teilnehmerin aus einem deutschsprachigen Land:

- Saskia Feige – Rang 28 in 1:33:23 h SB

#### Hochsprung
| Platz | Athletin              | Land | Höhe (m) |
| ----- | --------------------- | ---- | -------- |
| 1     | Jaroslawa Mahutschich | UKR  | 2,00 000 |
| 2     | Nicola Olyslagers     | AUS  | 2,00 000 |
| 3     | Iryna Heraschtschenko | UKR  | 1,95 =SB |
| 3     | Eleanor Patterson     | AUS  | 1,95 =SB |
| 5     | Vashti Cunningham     | USA  | 1,95 000 |
| 6     | Christina Honsel      | GER  | 1,95 =SB |
| 7     | Elena Kulichenko      | CYP  | 1,95 000 |
| 7     | Safina Saʼdullayeva   | UZB  | 1,95 =SB |

Finale: 4. August, 19:55 Uhr
Weitere Teilnehmerin aus einem deutschsprachigen Land:
- Imke Onnen – ausgeschieden in der Qualifikation, Gruppe B (Rang 14 mit 1,92 m)

#### Stabhochsprung
| Platz | Athletin         | Land | Höhe (m) |
| ----- | ---------------- | ---- | -------- |
| 1     | Nina Kennedy     | AUS  | 4,90 SB0 |
| 2     | Katie Moon       | USA  | 4,85 =SB |
| 3     | Alysha Newman    | CAN  | 4,85 NR  |
| 4     | Angelica Moser   | SUI  | 4,80 =SB |
| 5     | Amálie Švábíková | CZE  | 4,80 NR  |
| 6     | Eliza McCartney  | NZL  | 4,70 SB= |
| 6     | Elisa Molinarolo | ITA  | 4,70 PB0 |
| 6     | Wilma Murto      | FIN  | 4,70 SB= |

Finale: 7. August, 19:00 Uhr

#### Weitsprung
| Platz | Athletin              | Land | Weite (m) |
| ----- | --------------------- | ---- | --------- |
| 1     | Tara Davis-Woodhall   | USA  | 7,10      |
| 2     | Malaika Mihambo       | GER  | 6,98      |
| 3     | Jasmine Moore         | USA  | 6,96      |
| 4     | Larissa Iapichino     | ITA  | 6,87      |
| 5     | Ese Brume             | NGR  | 6,70      |
| 6     | Monae’ Nichols        | USA  | 6,67      |
| 7     | Alina Rotaru-Kottmann | ROU  | 6,67      |
| 8     | Ackelia Smith         | JAM  | 6,66      |

Finale: 8. August, 20:00 Uhr

#### Dreisprung
| Platz | Athletin               | Land | Weite (m) |
| ----- | ---------------------- | ---- | --------- |
| 1     | Thea LaFond            | DMA  | 15,02 NR  |
| 2     | Shanieka Ricketts      | JAM  | 14,87 SB  |
| 3     | Jasmine Moore          | USA  | 14,67 SB  |
| 4     | Liadagmis Povea        | CUB  | 14,64000  |
| 5     | Leyanis Pérez          | CUB  | 14,62000  |
| 6     | Ana Peleteiro-Compaoré | ESP  | 14,59000  |
| 7     | Ackelia Smith          | JAM  | 14,42000  |
| 8     | Dariya Derkach         | ITA  | 14,14000  |

Finale: 3. August, 20:20 Uhr

Keine Teilnehmerinnen aus deutschsprachigen Ländern

#### Kugelstoßen
| Platz | Athletin            | Land | Weite (m) |
| ----- | ------------------- | ---- | --------- |
| 1     | Yemisi Ogunleye     | GER  | 20,00 00  |
| 2     | Maddison-Lee Wesche | NZL  | 19,86 PB  |
| 3     | Song Jiayuan        | CHN  | 19,32 00  |
| 4     | Jaida Ross          | USA  | 19,28 00  |
| 5     | Gong Lijiao         | CHN  | 19,27 00  |
| 6     | Jessica Schilder    | NED  | 18,91 00  |
| 7     | Fanny Roos          | SWE  | 18,78 00  |
| 8     | Jéssica Inchude     | POR  | 18,41 00  |

Finale: 9. August, 19:40 Uhr
weitere Teilnehmerinnen aus einem deutschsprachigen Land:
- Alina Kenzel – Rang 9 (18,29 m)
- Katharina Maisch – Rang 16 in der Qualifikation ausgeschieden (17,86 m)

#### Diskuswurf
| Platz | Athletin            | Land | Weite (m) |
| ----- | ------------------- | ---- | --------- |
| 1     | Valarie Allman      | USA  | 69,50 00  |
| 2     | Feng Bin            | CHN  | 67,51 00  |
| 3     | Sandra Elkasević    | CRO  | 67,51 SB  |
| 4     | Marike Steinacker   | GER  | 65,37 00  |
| 5     | Vanessa Kamga       | SWE  | 65,05 00  |
| 6     | Claudine Vita       | GER  | 63,62 00  |
| 7     | Jorinde van Klinken | NED  | 63,35 00  |
| 8     | Daisy Osakue        | ITA  | 63,11 00  |

Finale: 5. August, 20:30 Uhr

#### Hammerwurf
| Platz | Athletin            | Land | Weite (m) |
| ----- | ------------------- | ---- | --------- |
| 1     | Camryn Rogers       | CAN  | 76,97 00  |
| 2     | Annette Echikunwoke | USA  | 75,48 SB  |
| 3     | Zhao Jie            | CHN  | 74,27 00  |
| 4     | Anita Włodarczyk    | POL  | 74,23 SB  |
| 5     | Silja Kosonen       | FIN  | 74,04 SB  |
| 6     | Krista Tervo        | FIN  | 73,83 00  |
| 7     | Hanna Skydan        | AZE  | 73,66 SB  |
| 8     | Rosa Rodríguez      | VEN  | 72,98 SB  |

Finale: 6. August, 19:55 Uhr

#### Speerwurf
| Platz | Athletin           | Land | Weite (m) |
| ----- | ------------------ | ---- | --------- |
| 1     | Haruka Kitaguchi   | JPN  | 65,80 SB  |
| 2     | Jo-Ane van Dyk     | RSA  | 63,93 SB  |
| 3     | Nikola Ogrodníková | CZE  | 63,68 SB  |
| 4     | Sara Kolak         | CRO  | 63,40 SB  |
| 5     | Flor Ruíz          | COL  | 63,00 SB  |
| 6     | Yulenmis Aguilar   | ESP  | 62,78 SB  |
| 7     | Kathryn Mitchell   | AUS  | 62,63 SB  |
| 8     | Maria Andrejczyk   | POL  | 62,44 SB  |

Finale: 10. August, 19:40 Uhr

#### Siebenkampf
| Platz | Athletin                  | Land | Punkte  |
| ----- | ------------------------- | ---- | ------- |
| 1     | Nafissatou Thiam          | BEL  | 6880 SB |
| 2     | Katarina Johnson-Thompson | GBR  | 6844 SB |
| 3     | Noor Vidts                | BEL  | 6707 PB |
| 4     | Annik Kälin               | SUI  | 6639 NR |
| 5     | Anna Hall                 | USA  | 6615 SB |
| 6     | Sofie Dokter              | NED  | 6452 PB |
| 7     | Martha Araújo             | COL  | 6386 AM |
| 7     | Xénia Krizsán             | HUN  | 6386 SB |
| 7     | Emma Oosterwegel          | NED  | 6386 SB |

Datum: 8./9. August

### Mixed

#### 4 × 400 m Staffel
| Platz | Land | Athleten | Zeit (min) |
| ----- | ---- | --- | ---------- |
| 1     | NED  | Eugene Omalla Lieke Klaver Isaya Klein Ikkink Femke Bol (Finale) im Vorlauf außerdem: Cathelijn Peeters                             | 3:07,43 ER |
| 2     | USA  | Vernon Norwood Shamier Little Bryce Deadmon Kaylyn Brown                                                                            | 3:07,74000 |
| 3     | GBR  | Samuel Reardon Laviai Nielsen Alex Haydock-Wilson Amber Anning (Finale) im Vorlauf außerdem: Nicole Yeargin                         | 3:08,01 NR |
| 4     | BEL  | Alexander Doom (Finale) Helena Ponette Jonathan Sacoor Naomi Van Den Broeck im Vorlauf außerdem: Kévin Borlée                       | 3:09,36 NR |
| 5     | JAM  | Reheem Hayles Junelle Bromfield Zandrion Barnes Stephenie Ann McPherson                                                             | 3:11,67000 |
| 6     | ITA  | Luca Sito Giancarla Trevisan (Finale) Edoardo Scotti Alice Mangione im Vorlauf außerdem: Anna Polinari                              | 3:11,84000 |
| 7     | POL  | Maksymilian Szwed Justyna Święty-Ersetic Karol Zalewski Alicja Wrona-Kutrzepa (Finale) im Vorlauf außerdem: Marika Popowicz-Drapała | 3:12,39000 |
|       | FRA  | Muhammad Kounta Louise Maraval Fabrisio Saïdy (Finale) Amandine Brossier im Vorlauf außerdem: Téo Andant                            | DSQ        |

Finale: 3. August, 20:55 Uhr
Staffeln aus deutschsprachigen Ländern:
- SUI (Charles Devantay, Giulia Senn, Lionel Spitz, Yasmin Giger)
 ausgeschieden im ersten Vorlauf (Rang 11 mit 3:12,77 min NR)
- GER (Jean Paul Bredau, Alica Schmidt, Manuel Sanders, Eileen Demes)
 ausgeschieden im zweiten Vorlauf (Rang 15 mit 3:15,63 min)

#### Marathon Gehen
| Platz | Land | Athleten                                     | Zeit (h) |
| ----- | ---- | -------------------------------------------- | -------- |
| 1     | ESP  | Álvaro Martín María Pérez García             | 2:50:31  |
| 2     | ECU  | Brian Pintado Glenda Morejón                 | 2:51:22  |
| 3     | AUS  | Rhydian Cowley Jemima Montag                 | 2:51:38  |
| 4     | PER  | César Augusto Rodríguez Kimberly García León | 2:51:56  |
| 5     | MEX  | Ever Palma Alegna González                   | 2:52:38  |
| 6     | ITA  | Massimo Stano Antonella Palmisano            | 2:53:52  |
| 7     | BRA  | Caio Bonfim Viviane Lyra                     | 2:54:08  |
| 8     | JPN  | Masatora Kawano Kumiko Okada                 | 2:55:40  |

Finale: 7. August, 7:30 Uhr